# Canis lupus lupus
El lobo europeo (Canis lupus lupus), también conocido como el lobo común, lobo euroasiático o lobo gris,  es  la subespecie más conocida de Canis lupus. Se trata de una subespecie de lobo originaria de Europa y de las zonas boscosas y esteparias de la antigua Unión Soviética.
Originalmente distribuido por toda Eurasia, queda limitado por el sur en el Himalaya, el Hindukush, el Kopet Dag, el Cáucaso, el Mar Negro y los Alpes, y por el norte hasta los 60°- 70° de latitud, ha sido marginado de la mayor parte de Europa Occidental y el este de China. Sobrevive sobre todo en Asia central. En la actualidad, tiene el área de distribución más grande entre todas las subespecies de lobo, y es el más común en Europa y Asia, sobreviviendo en partes de Europa occidental, Escandinavia, Rusia, China, Mongolia y el Himalaya.
Es el más grande de los lobos del Viejo Mundo, con un promedio de 39 kg en Europa; sin embargo, individuos excepcionalmente grandes han pesado de 69 a 79 kg, aunque esto varía según la región. Su pelaje es relativamente corto y áspero, y generalmente es de color rojizo, con blanco en la garganta que apenas se extiende hasta las mejillas.

## Taxonomía
Históricamente, el nombre trinomial C. l. lupus se limitaba a clasificar a los lobos del norte y el centro de Europa, aunque desde 2005, ha crecido hasta abrazar numerosas variantes geográficas que ahora se consideran sólo sinónimos. Los estudios comparativos del ADN mitocondrial de diversas subespecies de lobo han demostrado que la línea europea de los lobos se originó hace más de 150.000 años, alrededor de la misma edad que la de los lobos del norte de América, pero significativamente antes que la de las subespecies asiáticas.

## Descripción
Sus colores van desde el blanco y el beige hasta el rojo, el gris y el negro. Existen ejemplares que muestran todos estos colores combinados. Su peso ronda entre los 31,5 y 58,5 kg. Tiene una altura de 99 cm hasta el hombro. Presenta dimorfismo sexual: las hembras son un 20% menor que los machos. Tiene una esperanza de vida de 7–10 años.

## Reproducción
El apareamiento tiene lugar en enero en latitudes bajas y en abril en las altas. La hembra tiene entre 4-7 cachorros a los 61-63 días de gestación. Aunque sólo se reproduce la pareja dominante de la manada, todos los miembros del grupo se involucran en la crianza de los cachorros.